# 靖宇街道
靖宇街道是中国黑龙江省哈尔滨市道外区下辖的一个街道，位于道外区中心地带，北与太古街道接壤。

## 行政区划
下辖以下地区：
南勋社区、丰润社区、同记社区和向阳社区。